# Milczenie owiec (film)

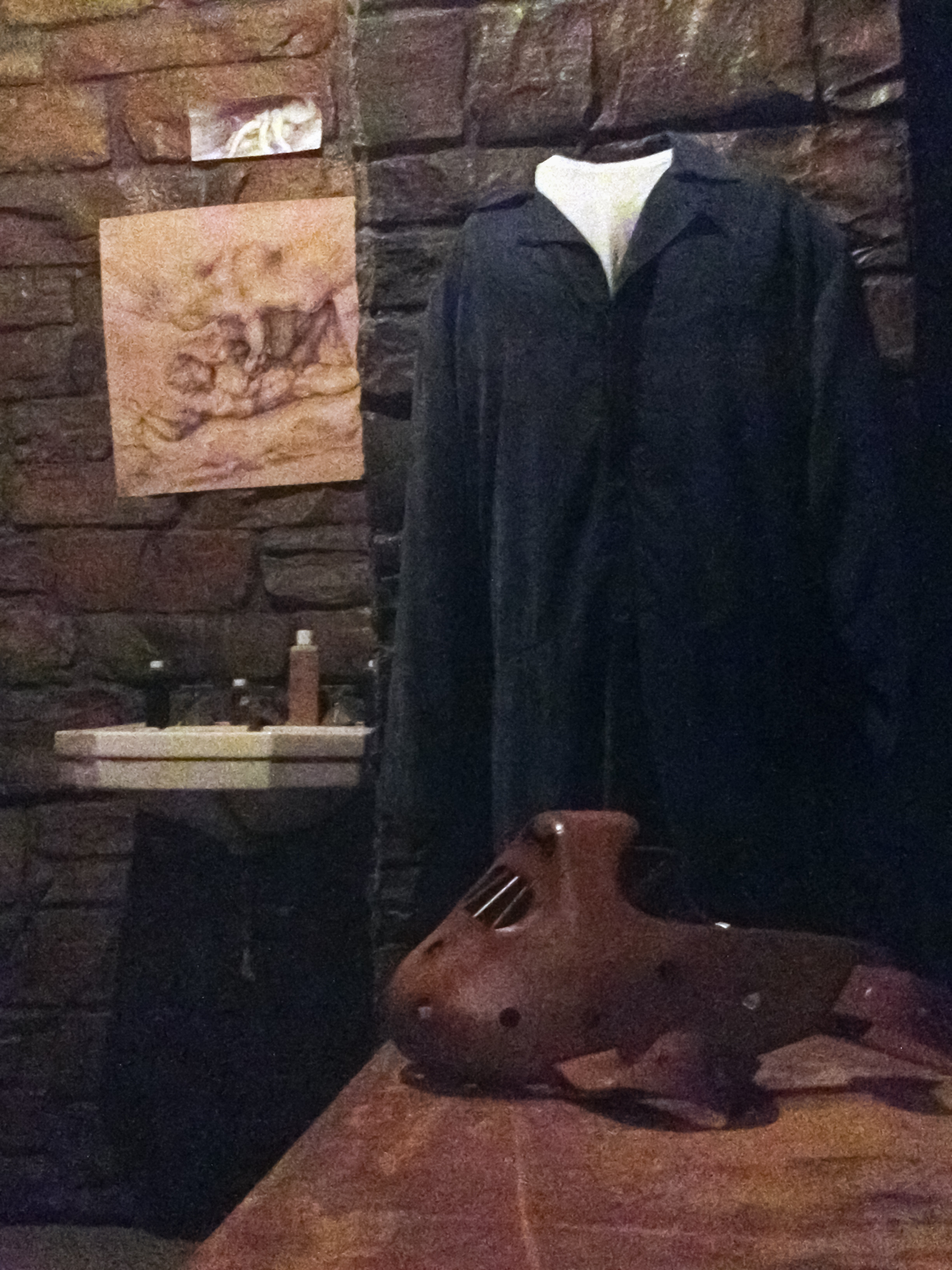
Filmowa cela Lectera odwzorowana w The Hollywood Museum

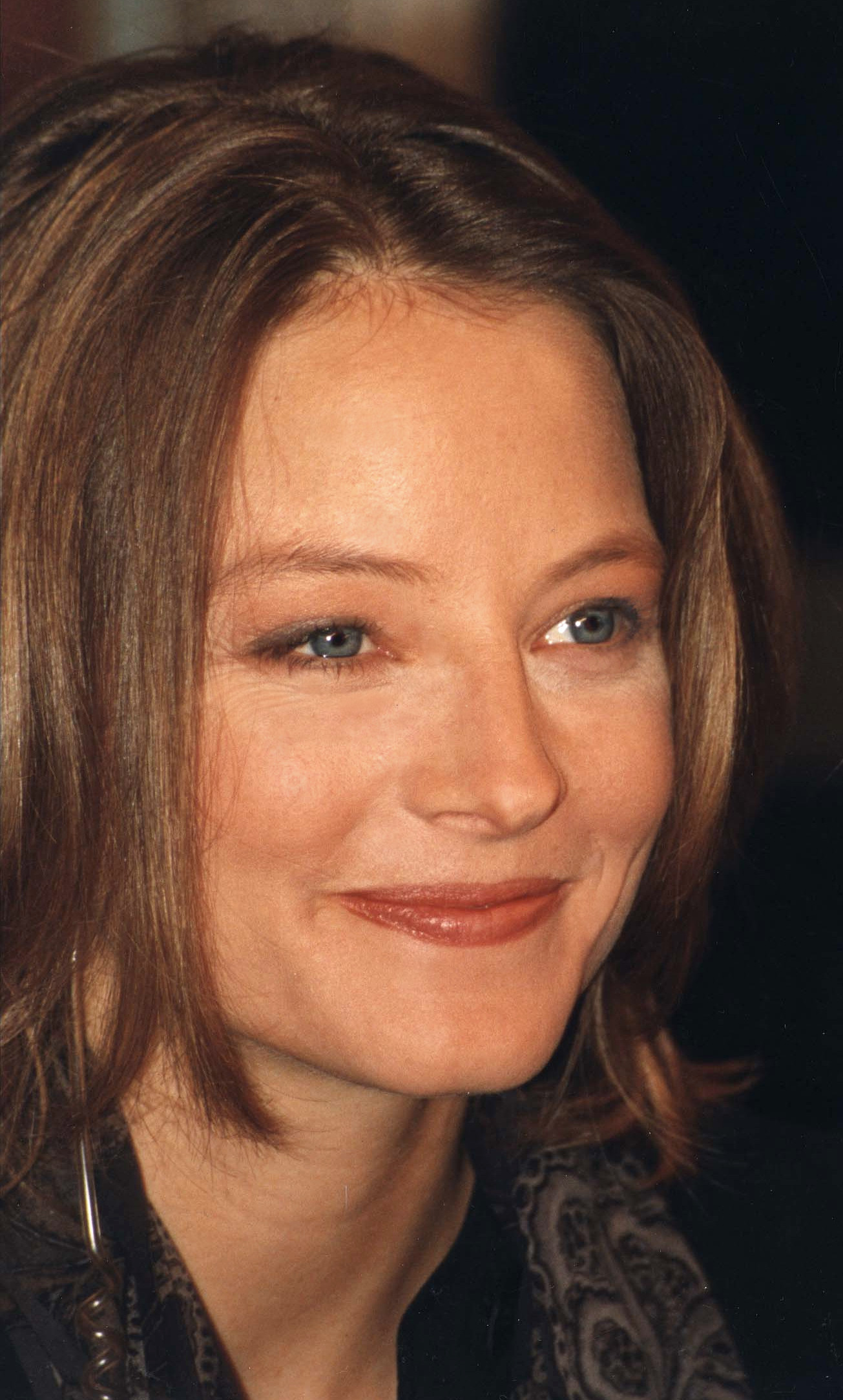
Jodie Foster

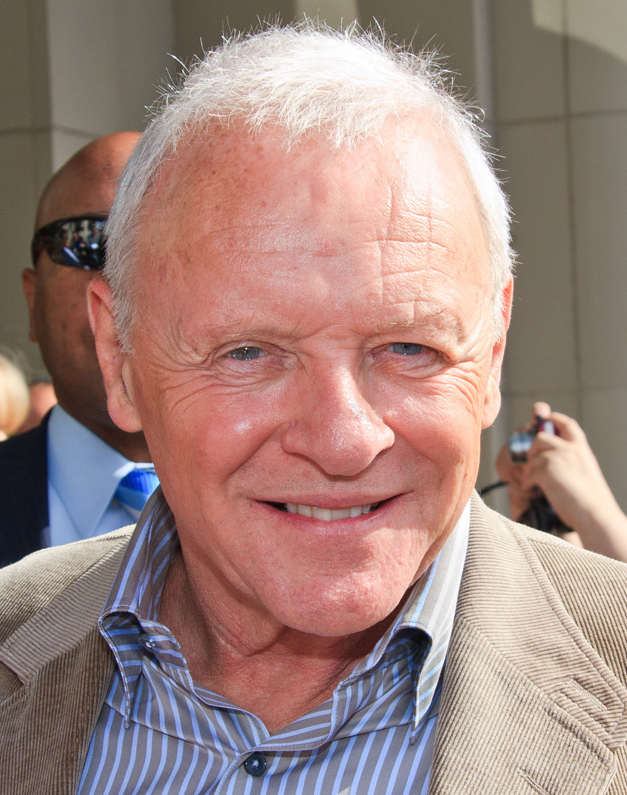
Anthony Hopkins

Milczenie owiec (ang. The Silence of the Lambs) – amerykański thriller psychologiczny z 1991 roku w reżyserii Jonathana Demme.
Po jego sukcesie zrealizowano serię filmów o Hannibalu Lecterze:
- Hannibal – sequel Milczenia owiec
- Czerwony smok – prequel Milczenia owiec
- Hannibal. Po drugiej stronie maski – prequel Czerwonego smoka

Swego rodzaju poprzednikiem Milczenia owiec, mówiącym o tym samym bohaterze-zbrodniarzu i opartym na książce tego samego autora, jest film Manhunter z roku 1986, jednak z uwagi na szereg różnic, twórcy Milczenia owiec nie uważają swego dzieła za sequel.
Do roli Hannibala Lectera był brany pod uwagę Gene Hackman, który jednocześnie miał być reżyserem obrazu, a główną rolę żeńską miała zagrać Michelle Pfeiffer. Brian Cox – aktor, który zagrał Lectera w filmie Manhunter, był rozważany do zagrania postaci psychopaty. Miał się w nią również wcielić John Hurt, jednak nie przyjął propozycji z powodu choroby. Postać Jacka Crawforda, granego przez Scotta Glenna, była zainspirowana osobą prawdziwego detektywa, Johna Douglasa.

## Fabuła
Psychopata porywa i morduje młode kobiety na środkowym zachodzie USA. Trudna sprawa „Buffalo Billa” zostaje powierzona przez FBI agentce Clarice Starling (w tej roli nagrodzona Oscarem Jodie Foster). „Buffalo Bill” to seryjny morderca wyróżniający się szczególnym okrucieństwem wobec swych ofiar, a mianowicie obdzierający je ze skóry.
Wierząc, że w ujęciu tego mordercy dopomoże tylko inny przestępca, FBI wysyła ją na wywiad z innym obłąkanym więźniem, Hannibalem Lecterem (w tej roli nagrodzony Oskarem Anthony Hopkins), który może dostarczyć psychologicznych przesłanek i tropów do kolejnych działań zabójcy. Lecz sam Hannibal to niezwykle inteligentny i niebezpieczny morderca – pacjent więziennego centrum psychiatrycznego, który zjadał swoje ofiary.
Hannibal „Cannibal” jest psychiatrą. Z najmniejszego widocznego gestu, niezauważalnej pozy bądź słowa brzmiącego nienaturalnie potrafi bezbłędnie odczytać pragnienia, strach, ambicje. Zmuszając Clarice do wyznań zachowuje się jak psychoterapeuta znający najintymniejsze tajemnice wspomnień. Z tych wspomnień wyjawia się tytułowe „milczenie owiec”, a właściwie jego przeciwieństwo, przeraźliwy płacz – beczenie zarzynanych owiec, które jest powtarzającym się koszmarem sennym Clarice. Koszmar ten jest wspomnieniem rzezi jagniąt, którego świadkiem była Clarice jako dziecko. Clarice podjęła wtedy próbę uratowania jednego z jagniąt, jednak przerosło to jej dziecięce siły. Rozwiązanie sprawy morderstw jest dla niej, już jako dorosłego człowieka, próbą odtworzenia tamtej sytuacji, w której tym razem uda się jej ocalić niewinną ofiarę i uciszyć prześladujący ją płacz prowadzonych na rzeź jagniąt.

## Obsada
- Jodie Foster jako Clarice Starling
- Anthony Hopkins jako Hannibal Lecter
- Ted Levine jako Jame Gumb „Buffalo Bill”
- Lawrence A. Bonney jako Instruktor FBI
- Lawrence T. Wrentz jako Agent Burroughs
- Scott Glenn jako Jack Crawford
- Anthony Heald jako dr Frederick Chilton
- Frankie Faison jako Barney
- Stuart Rudin jako Miggs
- Masha Skorobogatov jako Młoda Clarice
- Brooke Smith jako Catherine Martin
- Kenneth Utt jako dr Akin
- Diane Baker jako Senator Ruth Martin
- Roger Corman jako szef FBI Hayden Burke
- Jeffrey Lane jako ojciec Clarice
- Chuck Aber jako Agent Terry
- Danny Darst jako Sierżant Tate –
- Jim Roche jako telewizyjny kaznodzieja
- Pat McNamara jako szeryf Perkins
- Gene Borkan jako Oscar
- Leib Lensky jako Pan Lang

## Ekipa
- Reżyseria – Jonathan Demme
- Scenariusz – Ted Tally (na podst. książki Thomasa Harrisa)
- Zdjęcia – Tak Fujimoto
- Muzyka – Howard Shore
- Scenografia – Kristi Zea
- Montaż – Craig McKay
- Kostiumy – Colleen Atwood
- Produkcja – Kenneth Utt
- Casting – Howard Feuer
- Dekoracje – Karen O’Hara
- Dyrektor artystyczny – Tim Galvin

## Nagrody
Film został nominowany do wielu nagród. 
W 1992 zdobył Oscary w pięciu kategoriach:
- najlepszy film – Edward Saxon, Kenneth Utt, Ron Bozman
- aktor pierwszoplanowy – Anthony Hopkins
- aktorka pierwszoplanowa – Jodie Foster
- reżyserię – Jonathan Demme
- scenariusz adaptowany – Ted Tally